# GENERATIONS LIVE TOUR 2017 MAD CYCLONE
『GENERATIONS LIVE TOUR 2017 MAD CYCLONE』（ジェネレーションズ ライブ ツアー 2017 マッドサイクロン）は、2018年2月28日にrhythm zoneから発売のGENERATIONS from EXILE TRIBEの2作目のライブビデオ。

## 概要
- 2017年7月から12月にわたり、全国5会場27公演で開催された、自身2度目の全国アリーナ・ツアー『GENERATIONS LIVE TOUR 2017 MAD CYCLONE』から、11/8,11/9に開催した、大阪城ホール公演の模様のほか、ツアー開始前からの舞台裏を完全密着したスペシャルドキュメントムービーも収録。
- DVD(初回生産限定盤)、Blu-ray Disc(初回生産限定盤)、DVD(通常盤)、Blu-ray Disc(通常盤)の4形態での発売。初回限定盤はLIVEの模様を完全に撮り下ろした100ページのスペシャルフォトブックに超豪華ボックスケース仕様。
- サポートメンバーとしてFANTASTICSもライブに参加している[2]。

## 収録曲

### Disc1
1. MAD CYCLONE
2. 太陽も月も
3. PIERROT
4. Togetherness
5. ROAM AROUND feat. GENERATIONS from EXILE TRIBE / PKCZ®
6. SOUND OF LOVE
7. ALL FOR YOU
8. Make You Mine
9. Stupid ～真っ赤なブレスレット～
10. 涙
11. Love You More
12. Pray
13. Hard Knock Days
14. RUN THIS TOWN
15. I Believe
16. be the ONE
17. Y.M.C.A.
18. Evergreen

-ENCORE-
1. 空
2. NEXT
3. BIG CITY RODEO
4. AGEHA

### Disc2
1. ドキュメンタリー映像